# Westfeld
Westfeld è una frazione del comune tedesco di Sibbesse, in Bassa Sassonia.
Già comune autonomo, il 1º marzo 1974 al territorio comunale di Westfeld fu unito quello del soppresso comune di Wrisbergholzen.
Apparteneva alla comunità amministrativa di Sibbesse.
Il comune di Westfeld fu soppresso il 1º novembre 2016 e unito a Sibbesse.